# Mohamed Diab
Mohamed Diab (Em árabe: محمد دياب‎, Pronúncia árabe egípcia: [mæˈħ.amæd dˤiæb]) (Ismaília, 7 de dezembro de 1978) é um escritor, roteirista e diretor de cinema egípcio, cujo trabalho se centra principalmente em problemáticas relacionadas com a sociedade egípcia. É reconhecido pela sua estreia como diretor do filme de 2010 O Cairo 678, estreada um mês antes da revolução egípcia e descrita pelo New York Times como "um presságio indiscutível da revolução". Paulo Coelho referiu-se ao filme como "brilhante" em sua conta do Twitter, afirmando aliás que deveria ser vista obrigatoriamente por todos os homens, independentemente da sua religião ou cultura".
Diab também escreveu a história da franquia cinematográfica El Gezeira (A ilha), cuja arrecadação em bilheteira tem sido das mais altas na história do cinema egípcio e árabe. Os filmes giram em torno da vida e obra de um narcotraficante tirânico numa ilha no norte de Egito. El Gezira é com frequência citada e referida na cultura popular egípcia e foi apresentada como a representante do Egito no ano 2007 para os Prémios da Academia na categoria de melhor filme estrangeiro. Além de fazer cinema, Diab é conhecido por sua participação como porta-voz na revolução egípcia de 2011, que lhe valeu um Prémio Webby.

## Carreira

### O Cairo 678
O Cairo 678 marca a estreia de Diab como diretor. O filme segue as histórias entrelaçadas de um trio vigilante de mulheres que se enfrentam à epidemia de assédio sexual no Cairo. O filme estreou em dezembro de 2010 e é uma das produções do cinema contemporâneo egípcio mais reconhecidas pela crítica especializada. Foi distribuída internacionalmente e teve um bom desempenho, especialmente na França, onde vendeu umas 265.000 entradas e ganhou vários prémios em importantes festivais.

### Eshtebak
Depois de participar ativamente na revolução egípcia de 2011, Diab queria fazer um filme dedicado exclusivamente à revolução. Tomou-lhe quatro anos desenvolver Eshtebak, que inicialmente era um filme sobre o surgimento da revolução, mas terminou sendo uma produção que captura a queda da mesma. O filme está ambientado nas violentas consequências da destituição do presidente Mohamed Morsi do partido da Irmandade Muçulmana. Os confrontos violentos estouraram em todo o Egito entre os partidários da Irmandade Muçulmana e os partidários militares. Todo o filme foi filmado no interior de um caminhão da polícia. Tematicamente, o filme explora a condição humana e as raízes do terrorismo.
Eshtebak fez parte da seleção oficial do Festival de Cannes de 2016.

### Moon Knight
Em outubro de 2020, foi contratado para dirigir alguns episódios de Moon Knight, série do Disney+ ambientada no Universo Cinematográfico da Marvel.

## Filmografia
| Ano  | Título         | Diretor | Escritor | Notas                                  |
| ---- | -------------- | ------- | -------- | -------------------------------------- |
| 2007 | Ahlam Hakekeya |         | Sim      |                                        |
| 2007 | El Gezeira     |         | Sim      |                                        |
| 2009 | Badal Fa'ed    |         | Sim      |                                        |
| 2009 | Alf Mabrouk    |         | Sim      | Escrita com Khalid Diab                |
| 2010 | O Cairo 678    | Sim     | Sim      |                                        |
| 2014 | Décor          |         | Sim      | Escrita com Sherine Diab               |
| 2014 | El Gezira 2    |         | Sim      | Escrita com Khalid Diab e Sherine Diab |
| 2016 | Clash          | Sim     | Sim      | Escrita com Khalid Diab                |
| 2022 | Moon Knight    | Sim     |          | Pré-produção                           |